# ألكسندر تشارلز كامينغ
الكسندر تشارلز كامينغ (بالإنجليزية: Alexander Charles Cumming)‏ هو عالم أسترالي، ولد في 12 أغسطس 1880، وتوفي في 28 سبتمبر 1940.